# Stor-Flattjärnen
Stor-Flattjärnen är en sjö i Bergs kommun i Jämtland och ingår i Indalsälvens huvudavrinningsområde.